# Andrachne merxmuelleri
Andrachne merxmuelleri är en emblikaväxtart som beskrevs av Karl Heinz Rechinger. Andrachne merxmuelleri ingår i släktet Andrachne och familjen emblikaväxter.
Artens utbredningsområde är Iran. Inga underarter finns listade i Catalogue of Life.